# André Patry
| Odkryte planetoidy: 9 | Odkryte planetoidy: 9 |
| --------------------- | --------------------- |
| (1509) Esclangona     | 21 grudnia 1938       |
| (1510) Charlois       | 22 lutego 1939        |
| (1515) Perrotin       | 15 listopada 1936     |
| (1516) Henry          | 28 stycznia 1938      |
| (1539) Borrelly       | 29 października 1940  |
| (1756) Giacobini      | 24 grudnia 1937       |
| (1797) Schaumasse     | 15 listopada 1936     |
| (3142) Kilopi         | 9 stycznia 1937       |
| (4162) SAF            | 24 listopada 1940     |

André Patry (ur. 22 listopada 1902, zm. 20 czerwca 1960) – francuski astronom. 

## Życiorys
Wcześnie stracił rodziców i już jako 17-latek rozpoczął pracę w Observatoire de Nice w Nicei. Odkrył 9 planetoid.
Planetoida (1601) Patry została nazwana jego nazwiskiem.